# Eleutherodactylus rogersi
Eleutherodactylus rogersi är en groddjursart som beskrevs av Coleman J. Goin 1955. Eleutherodactylus rogersi ingår i släktet Eleutherodactylus och familjen Eleutherodactylidae. IUCN kategoriserar arten globalt som otillräckligt studerad. Inga underarter finns listade i Catalogue of Life.